# ماجدة حمادة
ماجدة حمادة (مواليد 12 يونيو 1954)، هي ممثلة مصرية. هي الأخت الصغرى للممثلة ليلى حمادة.
عملت بين المسرح والتلفزيون. درست في كلية الاداب قسم اللغات الشرقية. بدات حياتها في برامج الأطفال مع «ماما سميحة» و«بابا شارو»، ثم عملت في مسلسل «القضبان». تزوجت وعاشت في إيطاليا بالفترة من عام 1976 إلى عام 1985، ثم عادت لتعمل في عدة مسلسلات منها:
- الجنة المهجورة (مسلسل).
- قبل الضياع (مسلسل)
- الشيطان والحب (مسلسل)
- زينب (مسلسل)
- الشهد والدموع (مسلسل)
- رأفت الهجان (مسلسل)
- حالة خاصة (مسلسل)
- ضمير أبلة حكمت (مسلسل)

## الأفلام
- الشيطان يقدم حلا (فيلم) 1991.
- اليوم المشهود (فيلم) 1991.
- حارة الحبايب (فيلم) 1989.
- آسف للإزعاج (فيلم) 1988.
- سترك يارب (فيلم) 1986.
- أغنية الحب والموت (فيلم) 1978.
- حبيبة غيري (فيلم) 1976.
- الضحايا (فيلم) 1975.